# 静岡県公立大学法人
静岡県公立大学法人（しずおかけんこうりつだいがくほうじん、英語: Shizuoka Prefectural University Corporation）は、日本の公立大学法人。静岡県立大学、静岡県立大学短期大学部の設置者である。

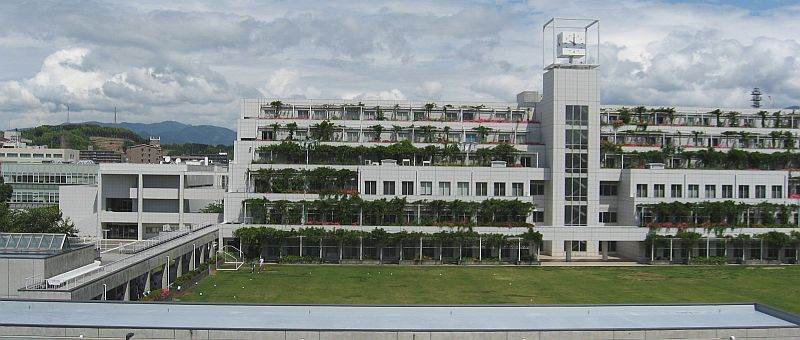
法人発足時に本部事務局が所在していた静岡県立大学小鹿キャンパスの事務・厚生・図書館棟（左）

静岡県が設立団体となって発足した「特定地方独立行政法人以外の地方独立行政法人」である。従来、静岡県立大学及び静岡県立大学短期大学部は、静岡県が「学校の設置者」として設置、運営を担ってきた。具体的には、静岡県庁の県民部文化学術局大学室が中心となり、両大学の運営が図られてきた。
2007年（平成19年）4月1日より、静岡県公立大学法人が静岡県立大学及び同大学短期大学部の設置者となり、静岡県に代わって両大学を運営している。なお、発足以来、本部事務局は静岡県静岡市の小鹿キャンパスに置かれていたが、2015年（平成27年）に主要機能が谷田キャンパスに移転している。ただし、登記上の「法人の主たる事務所」については、2016年（平成28年）に正式に移転している。なお、2017年（平成29年）には、本部事務局の所在する谷田キャンパスが、草薙キャンパスに改称された。

## 体制

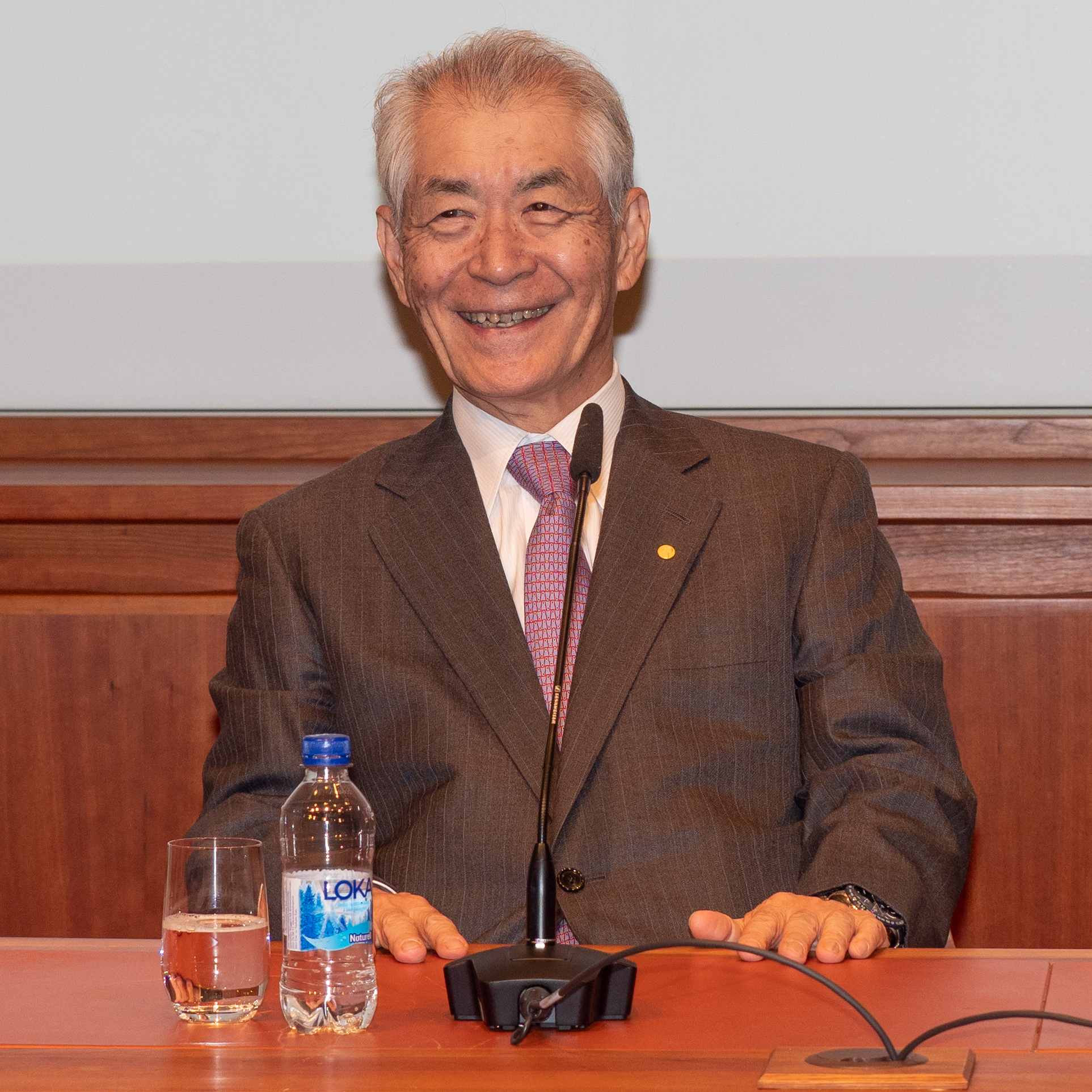
ノーベル生理学・医学賞を受賞した顧問本庶佑（2018年12月、スウェーデン王国でのノーベル賞記者会見にて）

静岡県公立大学法人の理事長には、設置している大学の学長ではない者が任命されていた。法人の理事長と大学の学長とを別人にすることで、監督と執行を明確に分離するコーポレート・ガバナンスが構築された。法人の理事長は管理監督や運営に専念し、大学の学長は教学など学内の実務執行に注力する体制となっていた。なお、大学の学長は法人の副理事長を兼任することで、法人の意思決定の場に参画していた。
しかし、2017年（平成29年）に理事長の本庶佑が任期途中で退任することになり、静岡県立大学及び同大学短期大学部の学長を務める鬼頭宏が理事長代行に急遽就任することになった。その結果、一時的ではあるが、法人のトップと大学のトップを同一人物が兼任する状況となった。2018年（平成30年）に尾池和夫が新たな理事長に就任することで、法人のトップと大学のトップは再び分離された。
その後、法人の理事長と大学の学長を同一人物にすることで、機動的で学長のリーダーシップを発揮しやすい体制を目指すことになった。その結果、2021年（令和3年）、理事長の尾池和夫が静岡県立大学及び同大学短期大学部の学長を兼任することになった。

## 沿革

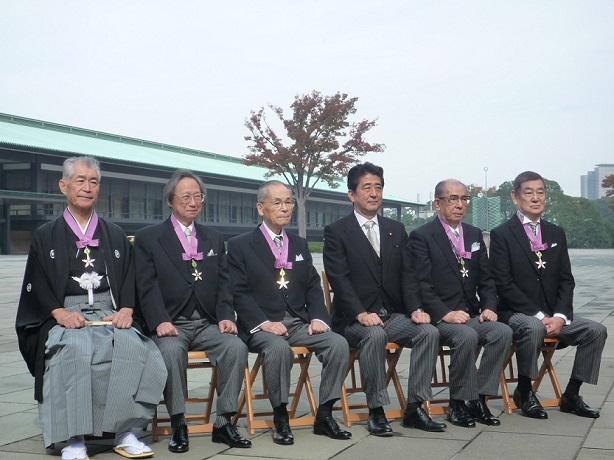
文化勲章を受章した理事長本庶佑（左端）（2013年11月3日、皇居にて）

- 2007年 - 4月1日、静岡県公立大学法人を設立。静岡県立大学、静岡県立大学短期大学部を静岡県より静岡県公立大学法人へ移管。
- 2007年 - 鈴木雅近が初代理事長に就任。
- 2011年 - 竹内宏が第2代理事長に就任。
- 2012年 - 本庶佑が第3代理事長に就任。
- 2015年 - 本部事務局の主要機能を小鹿キャンパスから谷田キャンパスに移転。
- 2016年 - 登記上の「法人の主たる事務所」を小鹿キャンパスから谷田キャンパスに移転。
- 2017年 - 本部事務局の所在するキャンパスの名称が谷田キャンパスから草薙キャンパスに改称。
- 2017年 - 鬼頭宏が理事長代行に就任。
- 2018年 - 尾池和夫が第4代理事長に就任。
- 2024年 - 今井康之が第5代理事長に就任[4][5][† 1]。

## 設置している諸学校

### 大学
- 静岡県立大学

### 短期大学
- 静岡県立大学短期大学部

## 理事長一覧
| 代 | 氏名 | 氏名       | 就任日       | 退任日        | 主要な経歴                       | 備考           |
| -- | ---- | ---------- | ------------ | ------------- | -------------------------------- | -------------- |
| 1  |      | 鈴木雅近   | 2007年4月1日 | 2011年3月31日 | 静岡県副知事                     |                |
| 2  |      | 竹内宏     | 2011年4月1日 | 2012年3月31日 | 長銀総合研究所理事長             |                |
| 3  |      | 本庶佑     | 2012年4月1日 | 2017年4月30日 | 京都大学大学院医学研究科研究科長 |                |
| ‐  |      | （鬼頭宏） | 2017年5月1日 | 2018年3月31日 | 静岡県立大学学長                 | （理事長代行） |
| 4  |      | 尾池和夫   | 2018年4月1日 | 2024年3月31日 | 京都大学総長                     |                |
| 5  |      | 今井康之   | 2024年4月1日 | （現職）      | 静岡県立大学副学長               |                |